# Leucocelis annae
Leucocelis annae är en skalbaggsart som beskrevs av Louis Burgeon 1932. Leucocelis annae ingår i släktet Leucocelis och familjen Cetoniidae. Inga underarter finns listade i Catalogue of Life.